# Torsten Frings
Torsten Frings (Würselen, 22 de novembre del 1976) és un exjugador de futbol alemany que jugava com a centrecampista. Posteriorment fa d'entrenador de futbol.

## Carrera

### Equip

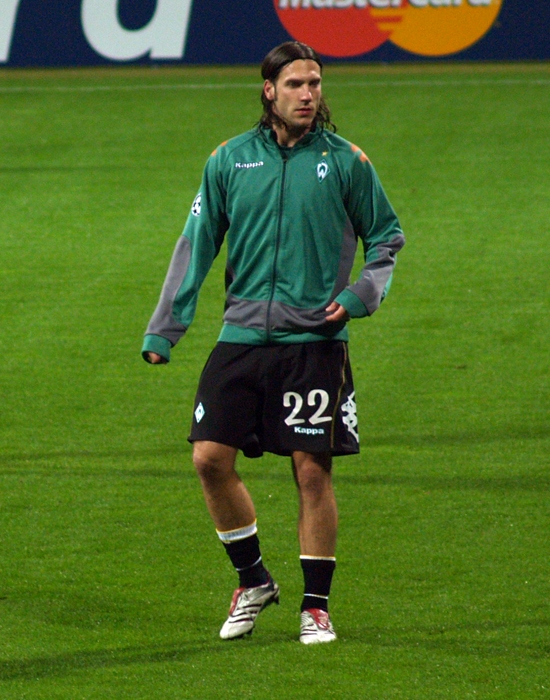
Torsten Frings abans del partit del Werder Bremen contra el Levski Sofia al 2006.

Frings va començar a fer esport als sis anys a Rot-Weiß Alsdorf i va jugar fins al 1988 pel Rhenania Alsdorf. Des del juliol del 1990 fins al desembre del 1996 Frings va jugar per l'Alemannia Aachen.
El gener de 1997 va canviar per al Werder Bremen, on va ascendir a jugador nacional. Des del 2002 fins al 2004 va jugar pel Borussia Dortmund. Allà va patir, durant un partit de la copa de la lliga contra el VfL Bochum el 16 de juliol de 2003, un esquinçament al genoll esquerre que el va fer perdre la primera volta de la temporada 2003/04. El seu retorn a la Bundesliga va ser al 30 de gener de 2004 contra el FC Schalke 04. A la temporada 2004/2005 va canviar pel FC Bayern de Múnic, on era una peça important i podia fer realitat el seu somni de ser campió d'Alemanya.
A la temporada 2005/06 va tornar al Werder Bremen. Al Werder Bremen va ser capità juntament amb Frank Baumann, Per Mertesacker i Diego. Al 9 de maig de 2007 el Bremen va saber, que Frings podia anar al Juventus de Torí trencant el seu contracte que anava fins al 2009 i el van renovar 2 anys fins al 2011.

### Equip nacional
El seu debut a la selecció nacional va ser al 27 de febrer de 2001 a París que va acabar amb 0:1 contra França. A la Copa Confederacions 2005 Frings va ser el recanvi del capità (Michael Ballack o Bernd Schneider).
Durant el Mundial del 2002 va quedar bicampió perdent la final contra Brasil 0:2.
L'any 2004, Fring va participar en l'Eurocopa de Portugal. Va destacar especialment al primer partit de la fase de grups en què va jugar contra Holanda marcant l'1-0. El partit va finalitzar en empat (1:1) amb un gol de Van Nistelrooy al minut 81.
Al partit d'inauguració del Mundial celebrat a Alemanya contra Costa Rica, va fer el gol del 4:2 al minut 87 amb un xut de quasi 30 metres de distància.
Després del partit de Quarts de Final contra Argentina (1:1), 5:3 als penals., es va crear una pica-baralla al camp entre jugadors i assistents dels dos països. Frings va exibar un cop a l'argentí Julio Ricardo Cruz i va ser sancionat per la FIFA a no jugar les Semifinals contra Itàlia. Tot i això se'l va multar amb 5000 francs suïssos.
A l'Eurocopa de Suïssa i Àustria va ser convocat a la selecció nacional per Joachim Löw. Va jugar els tres partits de la fase de grups, però a l'últim partit va contraure una lesió de costella i no va poder jugar els Quarts de Final contra Portugal.

## Posició
Abans d'anar al Werder Bremen Torsten Frings era Davanter. A mesura que passava el temps i entrenaments es va anar desenvolupant més com un jugador de migcamp. També s'anava designant de tant en tant com a lateral dret o migcampista. Mentrestant és una peça fixa per Thomas Schaaf per al rombe del migcamp del Werder Bremen. Si falta Frank Baumann a la posició de central defensiu, ell agafa el relleu. A l'equip nacional actua ell des de Jürgen Klinsmann al costat de Michael Ballack com a centrals defensius del mig del camp.

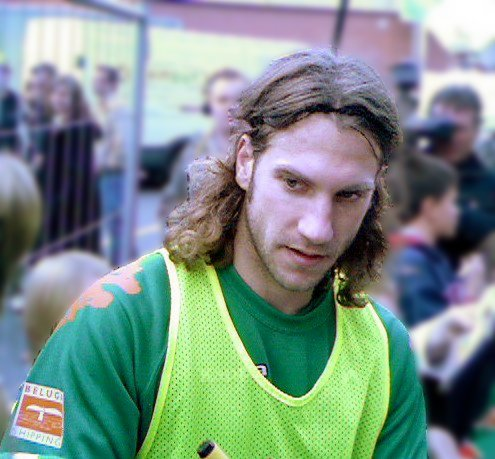
Torsten Frings entrenant.

## Palmarès

### Campionats estatals
| Títol                     | Club               | País     | Any  |
| ------------------------- | ------------------ | -------- | ---- |
| Copa d'Alemanya           | Werder Bremen      | Alemanya | 1999 |
| Copa de la lliga alemanya | FC Bayern de Múnic | Alemanya | 2004 |
| 1. Bundesliga             | FC Bayern de Múnic | Alemanya | 2005 |
| Copa d'Alemanya           | FC Bayern de Múnic | Alemanya | 2005 |
| Copa de la lliga alemanya | Werder Bremen      | Alemanya | 2006 |

### Selecció estatal
| Títol                 | País     | Any  |
| --------------------- | -------- | ---- |
| Finalista al Mundial  | Alemanya | 2002 |
| Tercer al Mundial     | Alemanya | 2006 |
| Finalista a l'Europeu | Alemanya | 2008 |

## Vida privada
Frings viu a Lilienthal a Bremen amb la seva dona i les seves dues filles.